# Konrad II. (Cammin)
Konrad II. (* unbekannt; †  Ende 1233) war ein Bischof von Cammin.

## Leben
Nach dem Tod des Bischofs Sigwin wurde Konrad 1219 zum neuen Bischof gewählt und 1220 vom Papst bestätigt. Der Titel „Bischof von Pommern“ wurde 1219 letztmals in einer Urkunde erwähnt, seitdem führten die pommerschen Bischöfe den Titel „Bischof von Cammin“.
In seiner Amtszeit musste er sich den Bestrebungen des Erzbistums Magdeburg widersetzen, das Bistum Cammin zu einem Suffraganbistum Magdeburgs zu  machen. So hielt er sich am 22. September 1225 in Magdeburg auf, um an Unterredungen mit dem päpstlichen Legaten Kardinalbischof Konrad von Porto und St. Rufinae und anderen Bischöfen teilzunehmen. Zwar wurden 1228 Bischof Konrad II. und das Camminer Domkapitel von Papst Gregor IX. aufgefordert, sich dem Magdeburger Erzstift unterzuordnen, doch ließ das Erzbistum Magdeburg nach dem Tode von Erzbischof Albrecht II. 1232 seine Ansprüche fallen. 
Ob Konrad ein Sohn des Wartislaw Swantiboricz († 1196) und somit ein Angehöriger der Swantiboriden, einer Nebenlinie des in Pommern herrschenden Greifenhauses, war, ist ungewiss. Der Historiker Robert Klempin (1816–1874) nahm dies an, und Theodor Pyl (1826–1904) folgte ihm darin; der Historiker Martin Wehrmann (1861–1937) hingegen bezeichnete diese Annahme als „höchst zweifelhaft“.
Ob Bischof Konrad identisch mit einem in den Jahren 1208, 1214 und 1216 genannten Propst ist, ist nicht sicher.